# War (Bob Marley)
War is een nummer van de Jamaicaanse reggaegroep Bob Marley & The Wailers. Het is het negende nummer van het album Rastaman Vibration uit 1976.
De tekst van het nummer is deels gebaseerd op een speech van de Ethiopische keizer Haile Selassie uit 1963, die hij voordroeg bij een vergadering van de Verenigde Naties.
Van dit nummer is onder andere een cover opgenomen door de Ivoriaanse reggaezanger Alpha Blondy, onder de titel La Guerre.
Bob Marley · Junior Braithwaite · Beverley Kelso · Bunny Wailer · Peter Tosh · Cherry Smith · Constantine "Vision" Walker · Earl "Chinna" Smith · Aston Barrett · Joe Higgs · Earl Lindo · Carlton Barrett · Al Anderson · Alvin Patterson · Junior Marvin · Donald Kinsey · Tyrone Downie · I Threes (Rita Marley · Marcia Griffiths · Judy Mowatt)